# Petit pavillon d'Annapes
Le Petit pavillon d'Annapes (appelé aussi parfois Le pavillon de chasse) est un pavillon de chasse situé dans le Parc du Héron à Villeneuve-d'Ascq, dans le département du Nord. Il est traversé par un petit affluent de la Marque, le courant Maître-David.

## Histoire
Le petit pavillon d'Annapes, a été construit en 1685, il était destiné à la vénerie et il servait pour l'intendance de la chasse. Il fut édifié dans un domaine marécageux qui constituait une zone de pacage et de chasse, et il a été aménagé par la famille de Brigode, qui était installée en Flandres depuis 1623. Puis il fut  propriété de la famille Geoffroy de Montalembert.

## Architecture

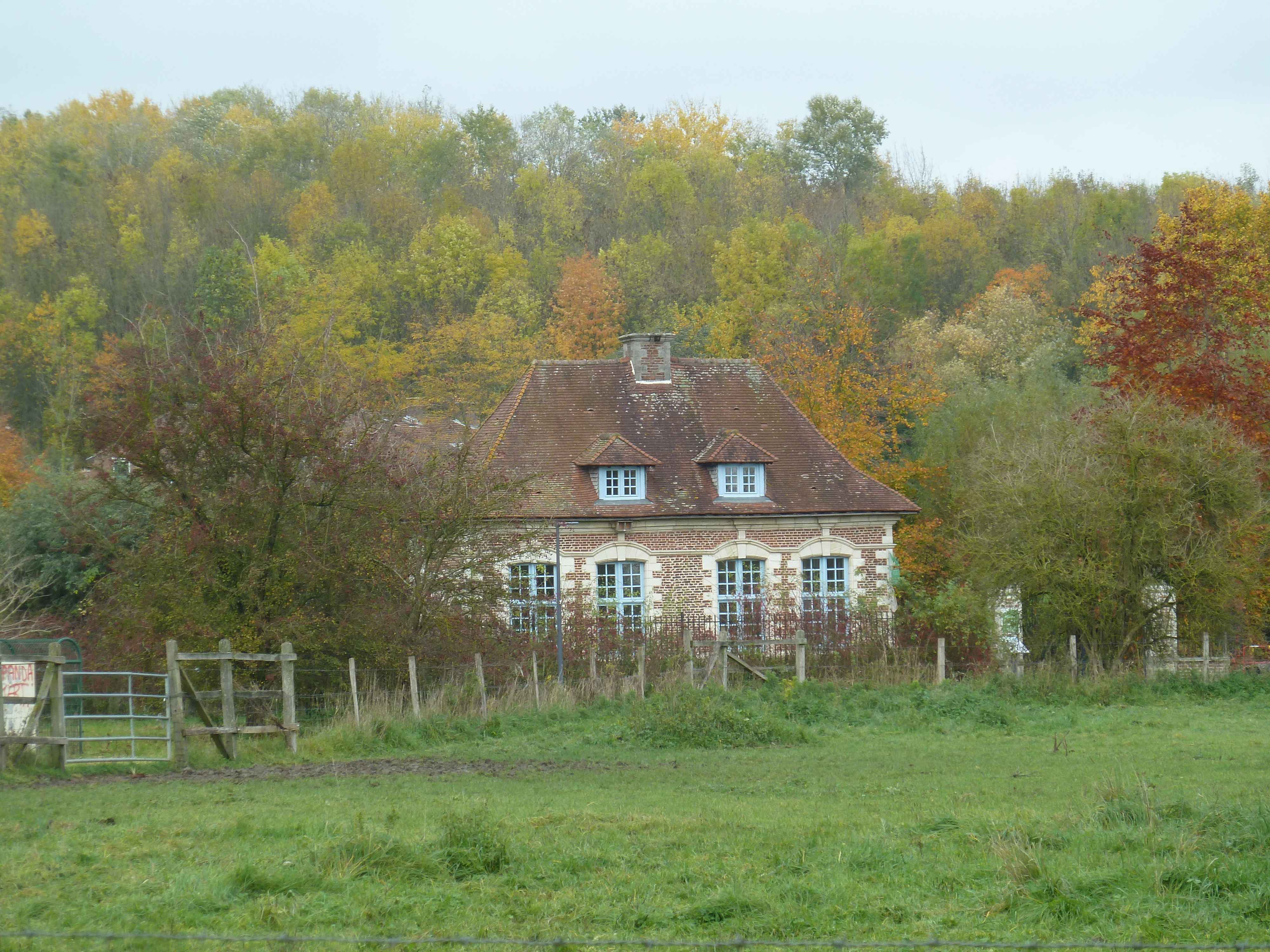
Relais Nature du lac du Héron

Réalisé avec les matériaux locaux traditionnels, les façades sont constituées de briques et avec blocs calcaires de Lezennes. 
Le  petit pavillon d'Annapes est inscrit depuis 1951 à l'Inventaire supplémentaire des Monuments historiques pour ses façades et toitures.

## Destination actuelle
L'ancien pavillon de chasse ayant subi d'importants dégâts fut remis en décembre 1982 à la commune de Villeneuve d’Ascq. En 1983 celle-ci décida d’un chantier école confié aux Compagnons du Devoir, en vue d'une nécessaire restauration. Jusqu’en avril 2019 l’édifice fut le siège du relais nature du val de Marque, géré par les écogardes de l'Espace Naturel Lille Métropole.

## Pour approfondir